# 1973-as Formula–1 kanadai nagydíj
Az 1973-as Formula–1 világbajnokság tizennegyedik futama a kanadai nagydíj volt.

## Futam
| Helyezés | #  | Versenyző            | Csapat/Motor      | Futott körök | Idő/Kiesés oka  | Rajthely | Pontszám |
| -------- | -- | -------------------- | ----------------- | ------------ | --------------- | -------- | -------- |
| 1        | 8  | Peter Revson         | McLaren-Ford      | 80           | 59:04,0         | 2        | 9        |
| 2        | 1  | Emerson Fittipaldi   | Lotus-Ford        | 80           | 1:32,734        | 5        | 6        |
| 3        | 17 | Jackie Oliver        | Shadow-Ford       | 80           | 34,505          | 14       | 4        |
| 4        | 20 | Jean-Pierre Beltoise | BRM               | 80           | 36,514          | 16       | 3        |
| 5        | 5  | Jackie Stewart       | Tyrrell-Ford      | 79           | + 1 kör         | 9        | 2        |
| 6        | 25 | Howden Ganley        | Iso Marlboro-Ford | 79           | + 1 kör         | 22       | 1        |
| 7        | 27 | James Hunt           | March-Ford        | 78           | + 2 kör         | 15       |          |
| 8        | 10 | Carlos Reutemann     | Brabham-Ford      | 78           | + 2 kör         | 4        |          |
| 9        | 23 | Mike Hailwood        | Surtees-Ford      | 78           | + 2 kör         | 12       |          |
| 10       | 29 | Chris Amon           | Tyrrell-Ford      | 77           | + 3 kör         | 11       |          |
| 11       | 11 | Wilson Fittipaldi    | Brabham-Ford      | 77           | + 3 kör         | 10       |          |
| 12       | 9  | Rolf Stommelen       | Brabham-Ford      | 76           | + 4 kör         | 18       |          |
| 13       | 7  | Denny Hulme          | McLaren-Ford      | 75           | + 5 kör         | 7        |          |
| 14       | 26 | Tim Schenken         | Iso Marlboro-Ford | 75           | + 5 kör         | 24       |          |
| 15       | 4  | Arturo Merzario      | Ferrari           | 75           | + 5 kör         | 20       |          |
| 16       | 12 | Graham Hill          | Shadow-Ford       | 73           | + 7 kör         | 17       |          |
| 17       | 16 | George Follmer       | Shadow-Ford       | 73           | + 7 kör         | 13       |          |
| 18       | 24 | Carlos Pace          | Surtees-Ford      | 72           | + 8 kör         | 19       |          |
| HN       | 18 | Jean-Pierre Jarier   | March-Ford        | 71           | Helyezés nélkül | 23       |          |
| HN       | 28 | Rikky von Opel       | Ensign-Ford       | 68           | Helyezés nélkül | 26       |          |
| Kiesett  | 21 | Niki Lauda           | BRM               | 62           | Erőátvitel      | 8        |          |
| Kiesett  | 0  | Jody Scheckter       | McLaren-Ford      | 32           | Baleset         | 3        |          |
| Kiesett  | 6  | François Cevert      | Tyrrell-Ford      | 32           | Baleset         | 6        |          |
| Kiesett  | 15 | Mike Beuttler        | March-Ford        | 20           | Motorhiba       | 21       |          |
| Kiesett  | 2  | Ronnie Peterson      | Lotus-Ford        | 16           | Felfüggesztés   | 1        |          |
| Kiesett  | 19 | Peter Gethin         | BRM               | 5            | Olajpumpa       | 25       |          |

### Statisztikák
Vezető helyen:
- Ronnie Peterson: 2 (1-2)
- Niki Lauda: 17 (3-19)
- Emerson Fittipaldi: 13 (20-32)
- Jackie Stewart: 1 (33)
- Jean-Pierre Beltoise: 6 (34-39)
- Jackie Oliver: 7 (40-46)
- Peter Revson: 34 (47-80)

Peter Revson 2. győzelme, Ronnie Peterson 8. pole-pozíciója, Emerson Fittipaldi 5. leggyorsabb köre.
- McLaren 8. győzelme.

Jackie Stewart utolsó, 99. versenye.
A sport történelmének első biztonsági autós futama